# 블렌디드 (음악 그룹)
블렌디드(Csus4)는 대한민국의 음악 그룹이다. 2020년 싱글 《내 손을 잡아》로 데뷔했다.

## 방송
- 보컬플레이 2 (2019) - Top50

## 음반
- 내 손을 잡아 (2020)